# Hemiberlesia lottoi
Hemiberlesia lottoi är en insektsart som beskrevs av Alfred Serge Balachowsky 1956. Hemiberlesia lottoi ingår i släktet Hemiberlesia och familjen pansarsköldlöss. Inga underarter finns listade i Catalogue of Life.